# جواد عواد
جواد محمد قطيش عواد (وُلد في 7 أكتوبر 1962 في سعير–) طبيب ودبلوماسي فلسطيني، يشغل منصب سفير دولة فلسطين لدى قيرغيزستان منذ 2023. كان سابقًا وزيرًا للصحة بين عامي 2013 و2019، ونقيبًا للأطباء.

## حياته
وُلد في بلدة سعير بقضاء الخليل في 7 أكتوبر 1962 وتلقى تعليمه المدرسي فيها، درس الطب في أوكرانيا، وبعدها عمل اختصاصيًا في الأمراض الجلدية. انتخب نقيبًا للأطباء الفلسطينيين–مركز القدس في عام 2009 وجُدد انتخابه في عامي 2011 و2013.
عُين وزيرًا للصحة في حكومات رامي الحمد الله الأولى منذ 6 يونيو 2013 وحتى 19 سبتمبر 2013، والثانية منذ 19 سبتمبر 2013 وحتى 2 يونيو 2014، والثالثة بين 2 يونيو 2014 و13 أبريل 2019. في 4 ديسمبر 2016 فازَ بانتخابات المجلس الثوري لحركة فتح والتي عُقدت أثناء المؤتمر السابع لحركة فتح وصار عضوًا فيه.
في 15 مارس 2022، أدى اليمين القانونية أمام الرئيس الفلسطيني محمود عباس سفيرًا لدولة فلسطين لدى أوزباكستان. وفي 28 أبريل 2022 قدم أوراق اعتماده إلى القائم بأعمال وزير الخارجية الأوزباكستاني نوروف فلاديمير ايماموقيتش. لاحقًا في 12 أبريل 2023، سلّم أوراق اعتماده إلى رئيس جمهورية أوزباكستان شوكت ميرزيويف.
في 31 يناير 2023، سّلم جواد عواد أوراق اعتماده سفيرًا غير مقيم لدولة فلسطين لدى قيرغيزستان. وفي 7 يوليو 2023، أعاد تسليمها إلى رئيس الجمهورية صادير جباروف.